# Ше (Кальвадос)
Ше (фр. Cheux) — колишній муніципалітет у Франції, у регіоні Нормандія, департамент Кальвадос. Населення — 1272 осіб (2011).
Муніципалітет був розташований на відстані близько 220 км на захід від Парижа, 12 км на захід від Кана.

## Історія
До 2015 року муніципалітет перебував у складі регіону Нижня Нормандія. Від 1 січня 2016 року належав до нового об'єднаного регіону Нормандія.
1-1-2017 Ше, Бреттвіль-л'Оргеєз, Бруе, Ле-Меній-Патрі, Пюто-ан-Бессен i Сент-Круа-Гран-Тонн було об'єднано в новий муніципалітет Тю-е-Мю.

## Демографія
Динаміка населення (INSEE ):
Розподіл населення за віком та статтю (2006):
| Стать | Всього | До 15 років | 15-24 | 25-44 | 45-64 | 65-85 | Понад 85 |
| --- | ------ | ----------- | ----- | ----- | ----- | ----- | -------- |
| Чоловіки | 640    | 185         | 74    | 184   | 145   | 48    | 4        |
| Жінки | 616    | 109         | 94    | 192   | 145   | 68    | 8        |
| \| Статево-вікова піраміда \| Статево-вікова піраміда \| Статево-вікова піраміда \| \| ----------------------- \| ----------------------- \| ----------------------- \| \| Чоловіки \| Вік \| Жінки \| \| 4 \| 85 + \| 8 \| \| 0 \| 80-84 \| 16 \| \| 20 \| 75-79 \| 12 \| \| 16 \| 70-74 \| 24 \| \| 12 \| 65-69 \| 16 \| \| 43 \| 60-64 \| 31 \| \| 47 \| 55-59 \| 51 \| \| 20 \| 50-54 \| 35 \| \| 35 \| 45-49 \| 28 \| \| 51 \| 40-44 \| 51 \| \| 55 \| 35-39 \| 59 \| \| 35 \| 30-34 \| 47 \| \| 43 \| 25-29 \| 35 \| \| 35 \| 20-24 \| 31 \| \| 39 \| 15-20 \| 63 \| \| 71 \| 10-14 \| 31 \| \| 47 \| 5-9 \| 47 \| \| 67 \| 0-4 \| 31 \| |        |             |       |       |       |       |          |
| Статево-вікова піраміда |        |             |       |       |       |       |          |
| Чоловіки | Вік    | Жінки       |       |       |       |       |          |
| 4 | 85 +   | 8           |       |       |       |       |          |
| 0 | 80-84  | 16          |       |       |       |       |          |
| 20 | 75-79  | 12          |       |       |       |       |          |
| 16 | 70-74  | 24          |       |       |       |       |          |
| 12 | 65-69  | 16          |       |       |       |       |          |
| 43 | 60-64  | 31          |       |       |       |       |          |
| 47 | 55-59  | 51          |       |       |       |       |          |
| 20 | 50-54  | 35          |       |       |       |       |          |
| 35 | 45-49  | 28          |       |       |       |       |          |
| 51 | 40-44  | 51          |       |       |       |       |          |
| 55 | 35-39  | 59          |       |       |       |       |          |
| 35 | 30-34  | 47          |       |       |       |       |          |
| 43 | 25-29  | 35          |       |       |       |       |          |
| 35 | 20-24  | 31          |       |       |       |       |          |
| 39 | 15-20  | 63          |       |       |       |       |          |
| 71 | 10-14  | 31          |       |       |       |       |          |
| 47 | 5-9    | 47          |       |       |       |       |          |
| 67 | 0-4    | 31          |       |       |       |       |          |

## Економіка
2010 року серед 808 осіб працездатного віку (15—64 років) 645 були активними, 163 — неактивними (показник активності 79,8%, у 1999 році було 73,8%). З 645 активних мешканців працювала 601 особа (295 чоловіків та 306 жінок), безробітними було 44 (21 чоловік та 23 жінки). Серед 163 неактивних 76 осіб було учнями чи студентами, 63 — пенсіонерами, 24 були неактивними з інших причин.

У 2010 році в муніципалітеті числилось 458 оподаткованих домогосподарств, у яких проживали 1286,5 особи, медіана доходів виносила 19 897 євро на одного особоспоживача